# Live at the Fillmore East, March 7, 1970: It’s About that Time
Live at the Fillmore East (March 7, 1970): It’s About that Time – podwójny koncertowy album Milesa Davisa nagrany 7 marca 1970 r. i wydany dopiero w 2003 r.

## Historia i charakter albumu
Wydanie tych nagrań Milesa Davisa było ważne z kilku względów:
- uzupełniały one dyskografię Davisa o nagrania grupy, która pozostawiła po sobie bardzo małą liczbę nagrań.
- był to ostatni wieczór Wayne’ego Shortera w zespole, po prawie 6 latach niezwykle owocnej współpracy
- dwa koncerty Davisa tego wieczoru kończyły 4 weekend koncertów w najsłynniejszej wówczas sali widowiskowej Nowego Jorku Fillmore East.
- był to ostatni dzień istnienia ostatniego z trzech zespołów Davisa, którego podstawę tworzyli dwaj muzycy grający na instrumentach dętych oraz 3-osobowa sekcja rytmiczna.

Muzyka tego koncertu kontynuowała i rozwijała styl i pomysły albumu Bitches Brew.
Innymi wykonawcami w Fillmore tego wieczoru byli Steve Miller Blues Band i Neil Young z Crazy Horse.

## Muzycy
Sekstet (także jako Miles Davis i kwintet)
- Miles Davis – trąbka
- Wayne Shorter – saksofon sopranowy, saksofon tenorowy
- Chick Corea – pianino elektroniczne
- Dave Holland – gitara basowa, kontrabas
- Jack DeJohnette – perkusja
- Airto Moreira – instrumenty perkusyjne

## Spis utworów
Pierwszy koncert wieczoru (CD 1)
| 1. | Directions (Joe Zawinul)       | 8:44  |
|    |                                |       |
| 2. | Spanish Key                    | 11:16 |
|    |                                |       |
| 3. | Masqualero (Wayne Shorter)     | 9:57  |
|    |                                |       |
| 4. | It’s About that Time/The Theme | 14:03 |
|    |                                |       |
|    |                                | 44:00 |
|    |                                |       |
Drugi koncert wieczoru (CD 2)
| 1. | Directions (Joe Zawinul)           | 10:14 |
|    |                                    |       |
| 2. | Miles Runs the Voodoo Down         | 7:40  |
|    |                                    |       |
| 3. | Bitches Brew                       | 8:02  |
|    |                                    |       |
| 4. | Spanish Key                        | 8:33  |
|    |                                    |       |
| 5. | It’s About that Time/Willie Nelson | 11:42 |
|    |                                    |       |
|    |                                    | 46:11 |
|    |                                    |       |

## Opis płyty
- Producent – Teo Macero
- Producent koncertu – Bill Graham
- Nagranie koncertu – Stan Tonkel
- Producent wydania – Bob Belden
- Dyrektor projektu – Seth Rothstein
- Legacy A & R – Steve Berkowitz
- Data nagrania – 7 marca 1970
- Miksowanie – Richard King
- Studio – Sony Music Studios, Nowy Jork
- Mastering – Mark Wilder i Seth Foster
- Studio – Sony Music Studios
- Koordynacja A & R – Patti Matheny, Darren Salmieri, Kristin Kozusko
- Długość – 44 min. 0 sek. (CD 1); 46 min. 11 sek. (CD 2); Razem 90 min. 11 sek. = 1 godz. 30 min. 11 sek.
- Kierownictwo artystyczne – Howard Fritzson
- Projekt – Alice Butts
- Zdjęcie na okładce – ©Amalie R. Rothschild
- Fotografie we wkładce – (od lewej:) Sandy Speiser/Sony Music Archive, Jan Persson, CRPS, Jan Persson, Sandy Speiser/Sony Music Archive;
- Menedżer oprawy/okładki – Doug Grabowski
- Firma nagraniowa – Columbia/Legacy
- Numer katalogowy – C2K 85191